# وودساید (پنسیلوانیا)
وودساید (به انگلیسی: Woodside) یک منطقهٔ مسکونی در ایالات متحده آمریکا است که در پنسیلوانیا واقع شده‌است. وودساید ۲٬۴۲۵ نفر جمعیت دارد.